# Kempraten
Kempraten ist ein Ortsteil der Gemeinde Rapperswil-Jona im Kanton St. Gallen (Schweiz). Der Name geht auf die römische Siedlung Centum Prata zurück, die hier im 1. bis 4. Jahrhundert existierte. Aus historischer Sicht ist Kempraten ein Kirchdorf. Vor der Gemeindefusion von Rapperswil und Jona war Kempraten ein Ortsteil der Gemeinde Jona.
Nördlich von Kempraten liegt der Ortsteil Lenggis. Lenggis und Kempraten bilden zusammen das Quartier Lenggis-Kempraten.
Die Fläche von «Kempraten» ist davon abhängig, ob damit der Ortsteil, das gleichnamige archäologische Fundgebiet oder das Gebiet der gleichnamigen katholischen Pfarrei gemeint ist.

## Lage
Kempraten liegt am rechtsseitigen Ufer des Zürichsees, im Norden von Rapperswil, an der Kempratner Bucht. Diese natürliche Einbuchtung am östlichen Ufer des Zürichsees erstreckt sich zwischen Feldbach und Rapperswil auf einer Länge von rund drei Kilometern. Im Osten wird die Kempratner Bucht von dem Hügelzug Lindenhof begrenzt, der die Halbinsel von Rapperswil dominiert. Aufgrund seiner Lage wurde das Areal bereits in vorrömischer Zeit besiedelt und als natürlicher Hafen genutzt.

## Geschichte

### Frühgeschichte
Zahlreiche archäologische Funde zeigen, dass die Umgebung von Kempraten seit mindestens 5000 Jahren besiedelt ist. Zu den Glanzlichtern archäologischer Funde zählen in Kempraten eine neolithische Beilwerkstatt im Seegubel sowie aus der La-Tène-Zeit Körpergräber, die auf eine frühe Besiedlung hinweisen.

### Römische Siedlung

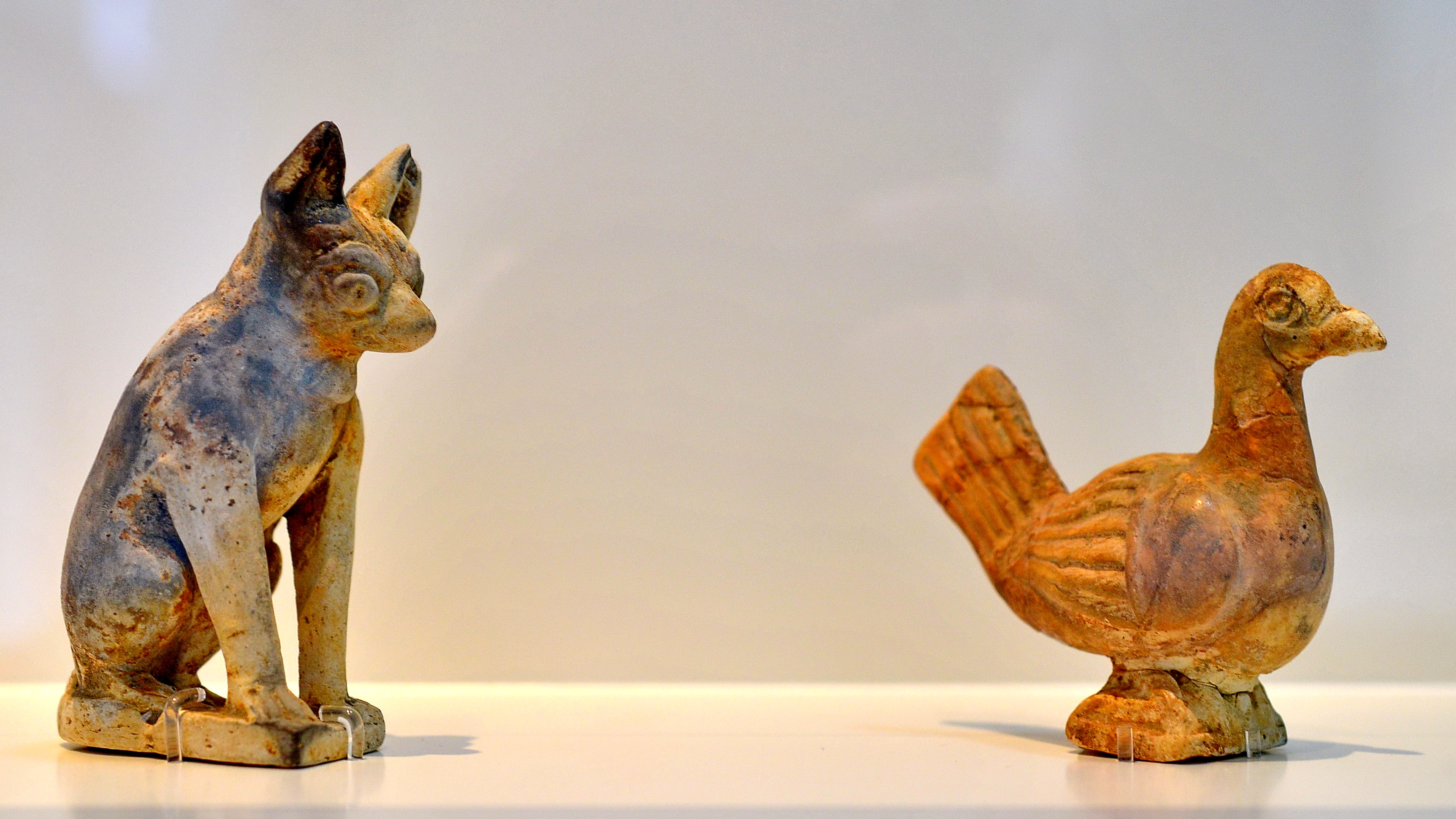
Gallorömische Fundstücke aus der Siedlung Centum Prata im Stadtmuseum Rapperswil

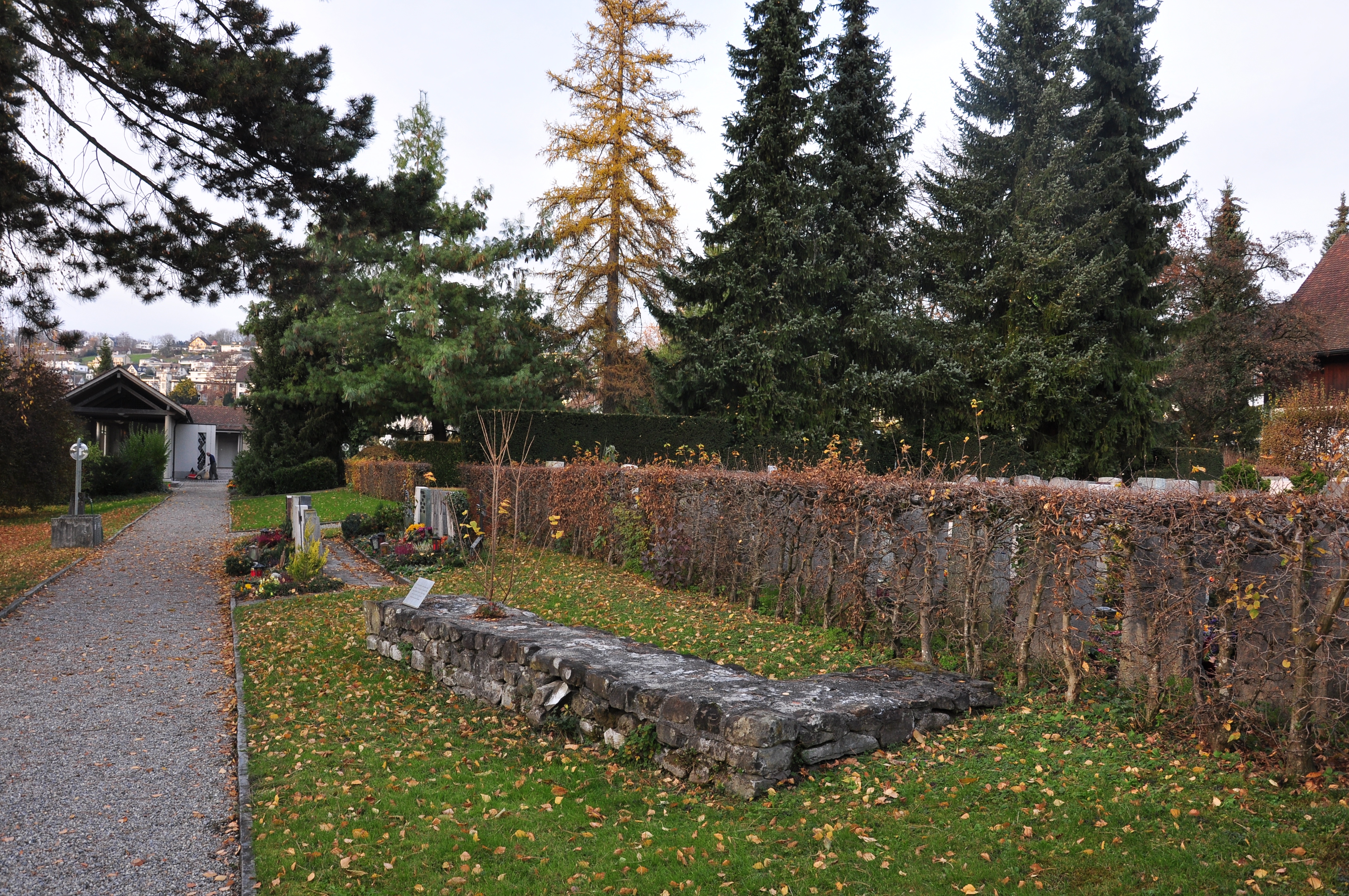
Römische Mauerreste im Friedhof bei der Kapelle St. Ursula

Um 15 v. Chr., nach der Eroberung durch Drusus und seinen Bruder Tiberius (Kaiser von 14 bis 37 n. Chr.), lag das Gebiet am rechten Ufer des Zürichsees im Grenzbereich der römischen Provinzen Rätia und Germania superior. Der Vicus Centum Prata war in der römischen Zeit der Schweiz eine bedeutende Siedlung, die vom 1. bis 4. Jahrhundert zur Sicherung der Provinzgrenzen gedient haben dürfte.

### Mittelalter
Wie andernorts auch, hat die Siedlung in Kempraten vermutlich wohl weiterbestanden, und die gallorömische Bevölkerung dürfte mit der alamannischen Einwanderungswelle im 3. und 5. Jahrhundert verschmolzen sein. In den römischen Ruinen wurden alemannische Körpergräber aus dem 7. Jahrhundert gefunden und eine Vielzahl von Gebrauchsgegenständen und Waffen aus der gesamten Besiedlungsgeschichte.
Kempraten könnte wohl schon während der römischen Besiedlung christianisiert worden sein. Erwähnt wird es im Jahr 741 und 744 in einer Schenkungsurkunde im Stiftsarchiv St. Gallen als Centoprato («Ort der hundert Wiesen») und 863 als Centiprata, in Anlehnung an den lateinischen Namen Centum Prata, der in der galloromanischen Bewohnerschaft überdauert haben wird. Nach einer in Fulda aufbewahrten Urkunde aus dem 9. Jahrhundert befand sich in Kempraten ein weithin bekannter Wallfahrtsort mit Reliquien des Märtyrers Alexander (Thebäische Legion). Um 847 aufgezeichnete Legenden erzählen von einer Wallfahrtsbasilika mit einem Pfarrer in Kentibruto.

### Grafen von Rapperswil und Habsburg
Zu Beginn des 13. Jahrhunderts wurde der alemannische Weiler mit Allmendgenossenschaft in die Herrschaft der Rapperswiler integriert, und die St. Ursulakapelle am Lenggishang (1607 neugeweiht, 1813 abgebrochen) gehörte ab 1253 zur Pfarrkirche Busskirch. Aegidius Tschudi beschreibt in seiner Chronik, wie im Jahr 1443, während des Alten Zürichkriegs, Urner, Zuger und Glarner Truppen «ushwendig der Kilchen ze Kempraten / hinder dem Büchel bi dem Meienberg ob Rapperschwil / da die Strash von Rüte harin gat» ihr Lager am Meienberg aufschlugen. Tschudi beschreibt ebenfalls einen Stein mit römischer Inschrift bei einer Kirche in Jona.
Bis 1458 war Kempraten im Besitz der Grafen von Rapperswil und von Habsburg-Österreich, ab 1415 unterstand es der Rapperswiler Grundherrschaft und hohen Gerichtsbarkeit. Die bäuerlichen Bewohner des bis ins 19. Jahrhundert hinein ländlich bleibenden Umlandes – des heutigen Jona mit Busskirch, Wagen, Bollingen, Wurmsbach, Kempraten – wurden zum Stand der Hofleute.

### Neuzeit

#### Siedlungsentwicklung

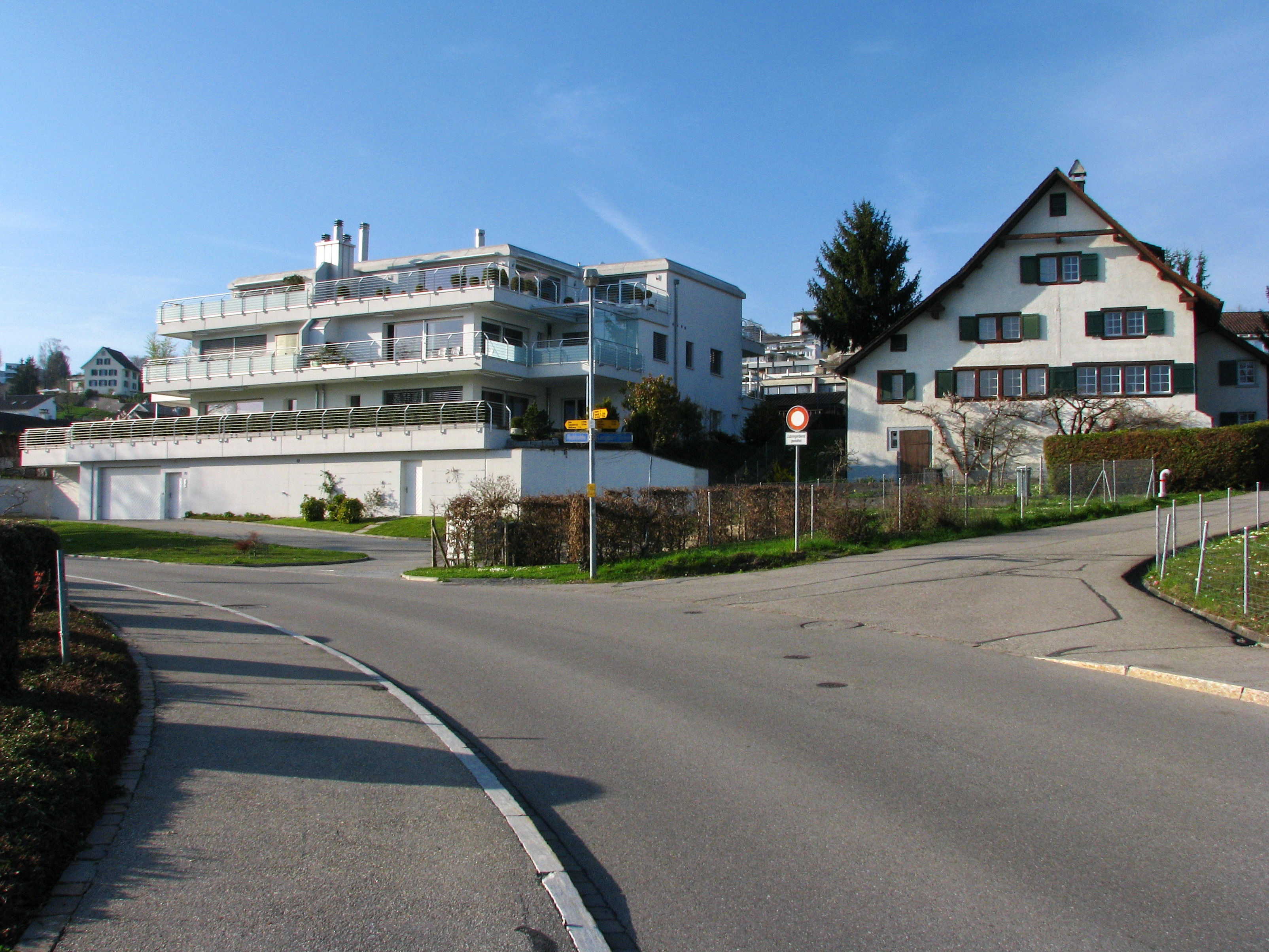
Neues und altes Wohngebäude in Kempraten

Oberhalb von Kempraten stand im Mittelalter das Rapperswiler Siechenhaus auf dem «harten fluefels». Weit ausserhalb der Rapperswiler Stadtmauern entstand es um 1354 und wurde vermutlich im 16. Jahrhundert auf die Insel Lützelau verlegt. Im heutigen Wohnhaus «Fluh» fanden sich bei einem Umbau im Jahr 1904 die historischen Mauern des Siechenhauses. Südlich des Fluhhauses stand bis 1813 die Fluhkapelle (beim heutigen Haus «Felsenburg»), mit einem Beinhaus und dem Begräbnisplatz für Hingerichtete, Selbstmörder und Menschen, die in jener Zeit ausserhalb der sozialen Gemeinschaft standen.
Im 19. Jahrhundert wurde vom Zürichsee bis zum Gubel Weinbau betrieben, und in der Kempratnerbucht, im Lenggis und im Rebgebiet wurden Landhäuser gebaut, wie Fuchsenberg, Höcklistein und Gubel. Nach dem Zweiten Weltkrieg wurde Kempraten zum bevorzugten gehobenen Wohnquartier.

#### Wirtschaft
Das Gasthaus «Krone» wurde 1809/30 erbaut und hatte seit 1845 eine eigene Brauerei. 1829 wurden das «Rössli» und die «Weinhalde» errichtet. 1811 verkaufte die Ortsgemeinde Rapperswil die Liegenschaft «Fluh» mit ihrer Quelle an Hermann Freudenberg, der im alten Siechenhaus eine Gerberei einrichtete. 1846/49 erwarb Jakob Franz Leder die Gerberei samt dem Wohnhaus «Flue», den Äckern, Wiesen, Reben, Riet sowie dem «Galgenacker» am Meienberg. Die Produktion wurde auf Schuhleder und von den Spinnereien in Rapperswil und Jona benötigten Triebriemen ausgeweitet. Die benachbarte Villa «Belsito» blieb bis 1853 im Besitz von Jakob Franz Leder. Sein Sohn erstellte 1895 das markante Fabrikgebäude mit gedecktem und geheiztem Grubenhof. 1926 erweiterte der neue Firmenleiter, Dr. Lothar Burgerstein, die Produktionsstätten der «Lederi» für synthetische Förder- und Prozessbänder im In- und Ausland aus; 1996 erfolgte der Umzug nach Jona-Buech.

#### Verkehr
Die Landstrasse nach Zürich führte bis 1854 durch Kempraten. 1979 erhielt Kempraten eine SBB-Haltestelle, seit 27. Mai 1990 mit Anschluss an die Linie S7 der S-Bahn Zürich. 

## Archäologisches Fundgebiet Vicus Kempraten
Kempraten ist ein bedeutendes archäologisches Fundgebiet. Der offizielle Name des Fundgebiets ist Vicus Kempraten, was sich auf die römische Siedlung (Vicus) Centum Prata bezieht. Es ist bei weitem die grösste der archäologischen Fundstellen im Gebiet von Rapperswil-Jona.

## Katholische Pfarrei Kempraten

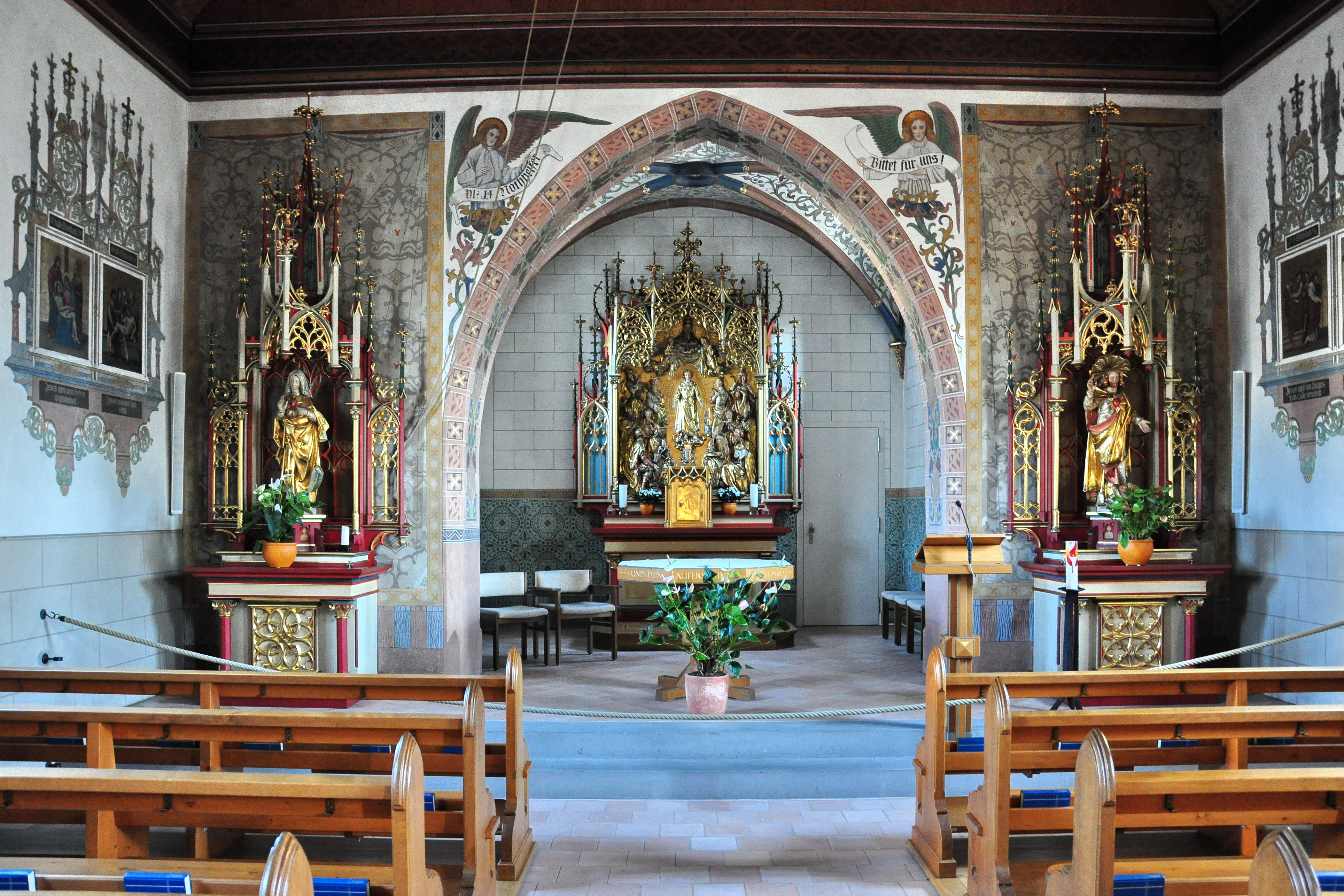
Altarbereich der Kapelle St. Ursula

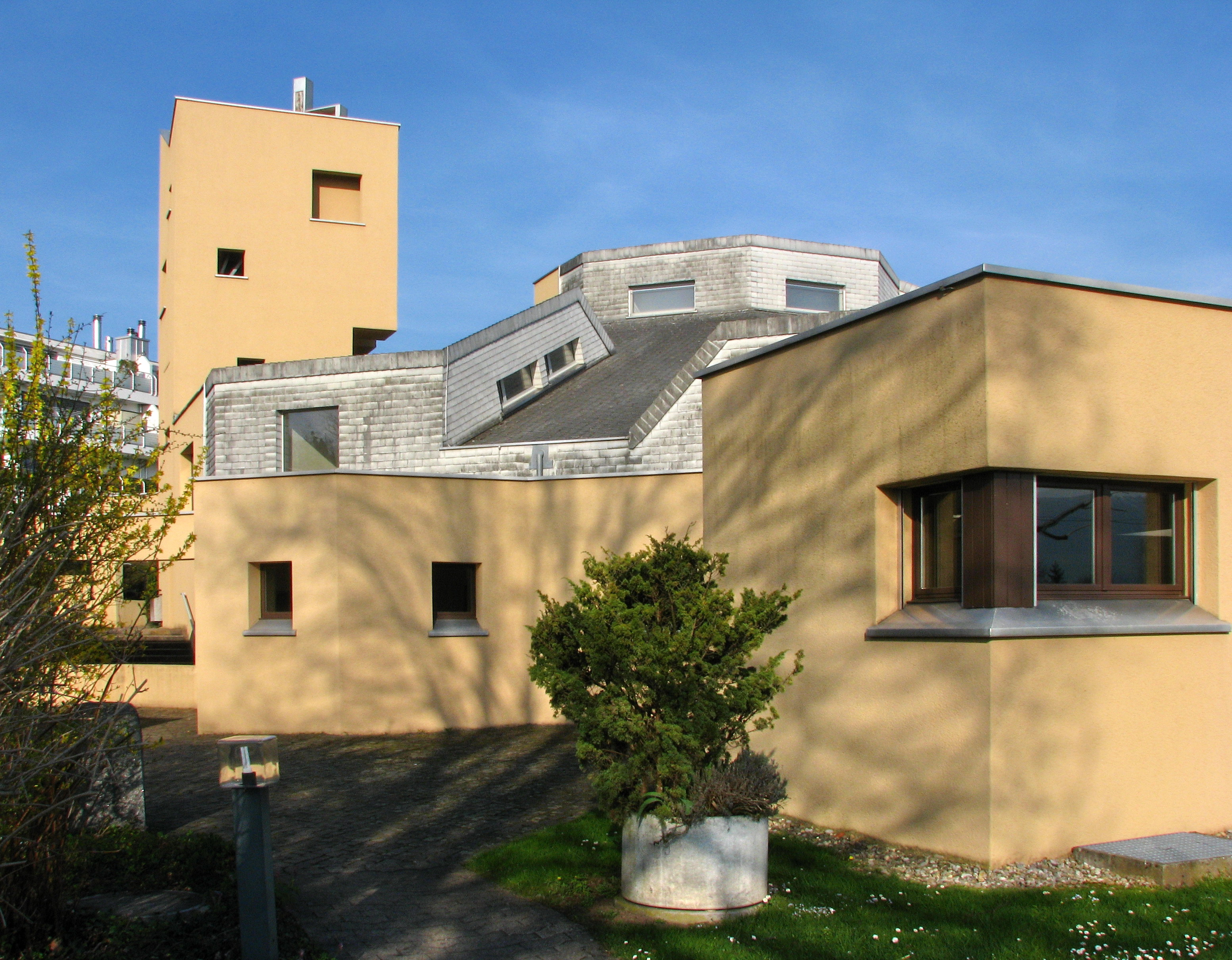
Kirche und Pfarreizentrum St. Franziskus

Die katholische Kirchgemeinde von Rapperswil-Jona ist auf vier Pfarreien aufgeteilt: Bollingen, Jona, Kempraten und Rapperswil. Das Gebiet der katholischen Pfarrei Kempraten reicht wesentlich weiter nach Norden und nach Osten als das gleichnamige archäologische Fundgebiet, es schliesst beispielsweise im Norden das Gebiet Lenggis mit ein und reicht bis zur Grenze des Kantons Zürich.
Die Kapelle St. Ursula wurde um 830 erbaut und im Jahr 1607 neu geweiht. Erhalten sind Freskenfragmente aus dem 15. und 16. Jahrhundert. 1906 wurde sie im neugotischen Stil umgestaltet und 1990/1991 restauriert.
Das 1979 eingeweihte Pfarreizentrum St. Franziskus war der letzte polygonale Kirchenbau des Schaffhauser Architekten Walter Maria Förderer.

## Bilder

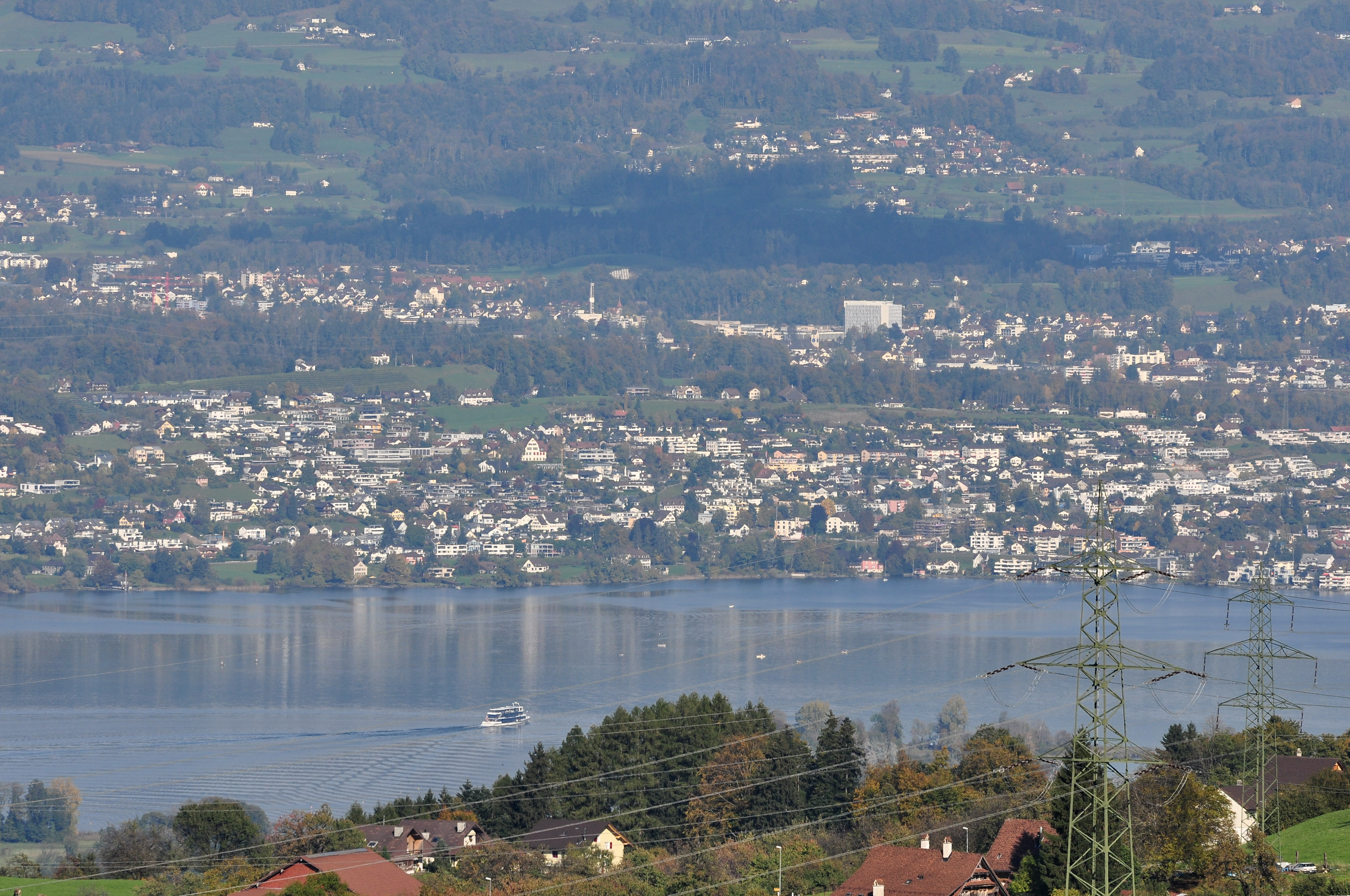
Kempraten, Blick von Feusisberg über den Zürichsee
Historisches Luftbild von Walter Mittelholzer (1930)